# Kovács Lehel (festő)
Kovács Lehel (Sepsiszentgyörgy, 1974. június 30. –) magyar festőművész. 

## Tanulmányai
Sümegen érettségizett. 1995-től a Magyar Képzőművészeti Egyetem hallgatója, mesterei Tölg-Molnár Zoltán és Kis-Tóth Ferenc. Festő szakon diplomázott 2000-ben.

## Művészi Pályakép

### Tájképek
Egyetemi tanulmányai alatt járt először Rómában tanulmányúton, ami a festészetről, művészetről való gondolkodását évtizedekre meghatározta. Rómában (és egy évre rá Firenzében) érezte meg a művészet időtlenségének nagyszerűségét. Revelációként hatottak rá a nagy itáliai múzeumok és templomok műkincsei. 

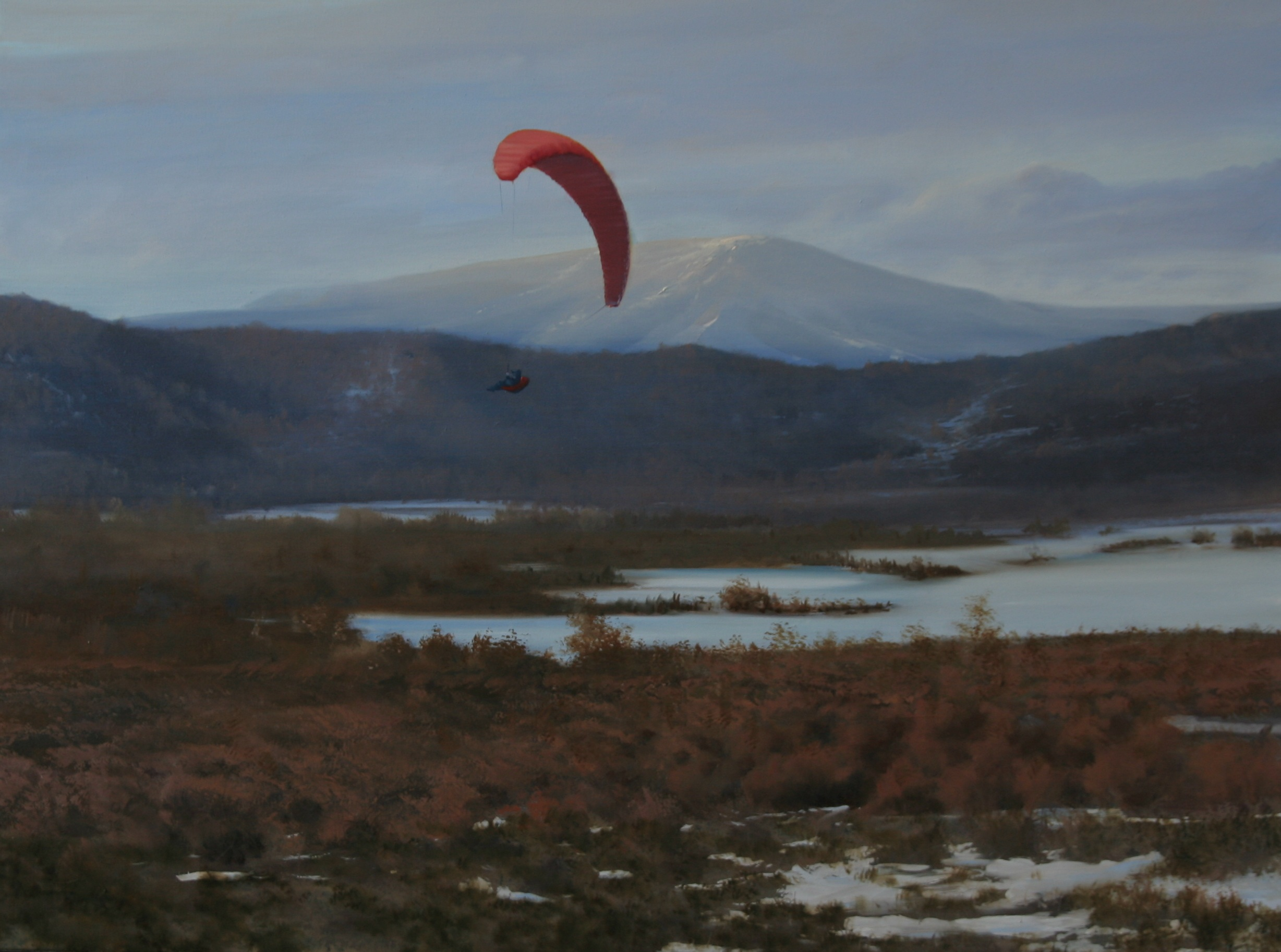
Termik, 90x120 cm, olaj, vászon, 2013

Míg az egyetemi tanárai a művészet időszerűségének, naprakészségének fontosságát hangsúlyozták, ő megpróbált az európai festészeti hagyományokból táplálkozni. A két szemlélet ütközése belső konfliktust okozott, amit az egyik tanára, Kőnig Frigyes szavai oldottak fel: az aktualitással nem kell foglalkozni, hiszen az ember, ha őszinte, nem is tud más lenni, mint korszerű.

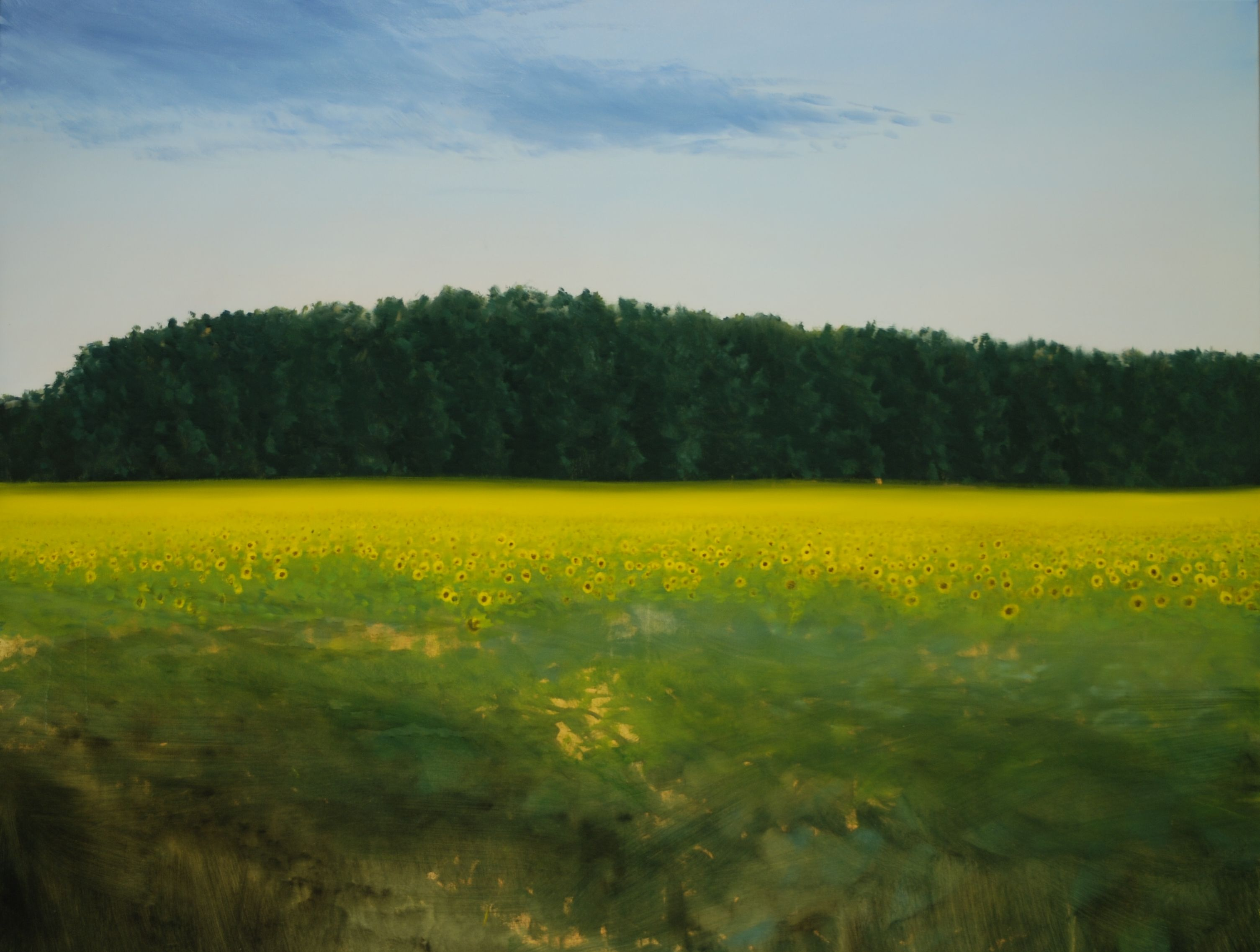
Napraforgós, 150x190 cm, olaj, vászon, 2006

A diplomamunkája tájképekből álló sorozat, ekkoriban fordult érdeklődése a tájkép műfaja felé. A XIX. századi francia festészet hatott rá. Egyre jobban elmélyedt a tájkép lehetőségeiben, az idilli, napfényben tündöklő tájak helyét fokozatosan átveszi a kortárs tájélmény, megjelennek a tájsebek, az ipari létesítmények táji környezetben való ábrázolása. Később a szürkületi fények és a mesterséges fényforrások kontrasztja kerül az érdeklődése fókuszába.
Képei egyaránt készülnek a szabadban, kint a tájban, vagy műteremben, fotók felhasználásával.

### Absztrakció és realizmus
2015-ben Katwijkben jár egy plein-air művésztelepen, ez az utazás hozzásegíti a festészete megújulásához, ami végső és paradox módon a tájkép elvetéséhez vezet. 

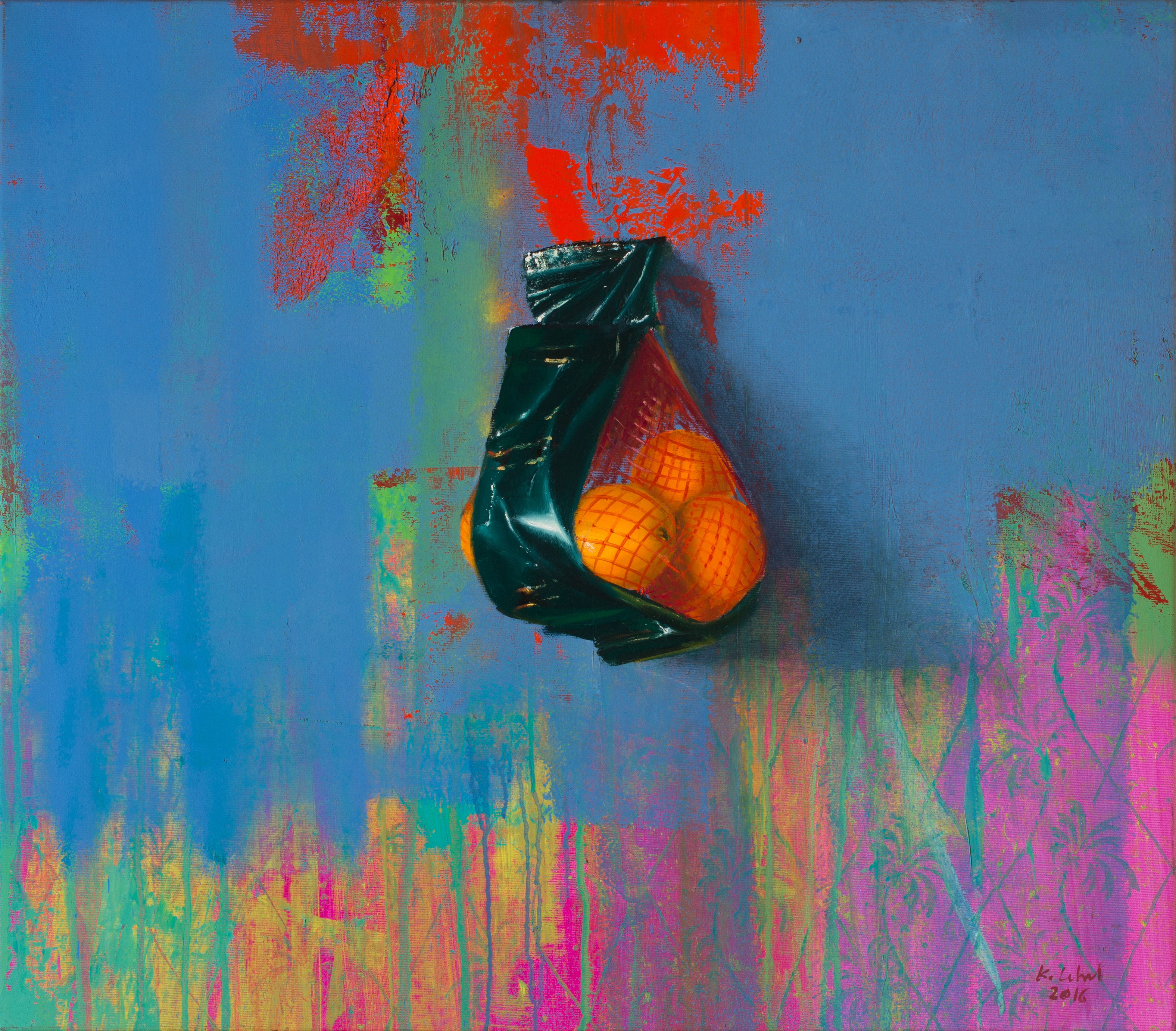
Kék és narancs, 70x80 cm, akril, olaj, vászon, 2016

Innentől számíthatjuk második festői korszakát, melyre az expresszívebb ecsetkezelés, élénkebb, erőteljesebb színvilág, valamint az absztrakt felületek és realista motívumok együttes használata jellemző.
Az új korszak kiindulópontja a fal elé helyezett tárgy. Ez a viszonylag puritán képlet oldódik fel később játékosan, lesz a falból absztrakt felület, amit aztán egy tárgy újra térbe hoz, hogy a tárgyba húzott újabb festőréteg megkérdőjelezze az egyértelmű térbeli helyzetet. Eltűnik az éles határvonal a reális és absztrakt síkok között. 

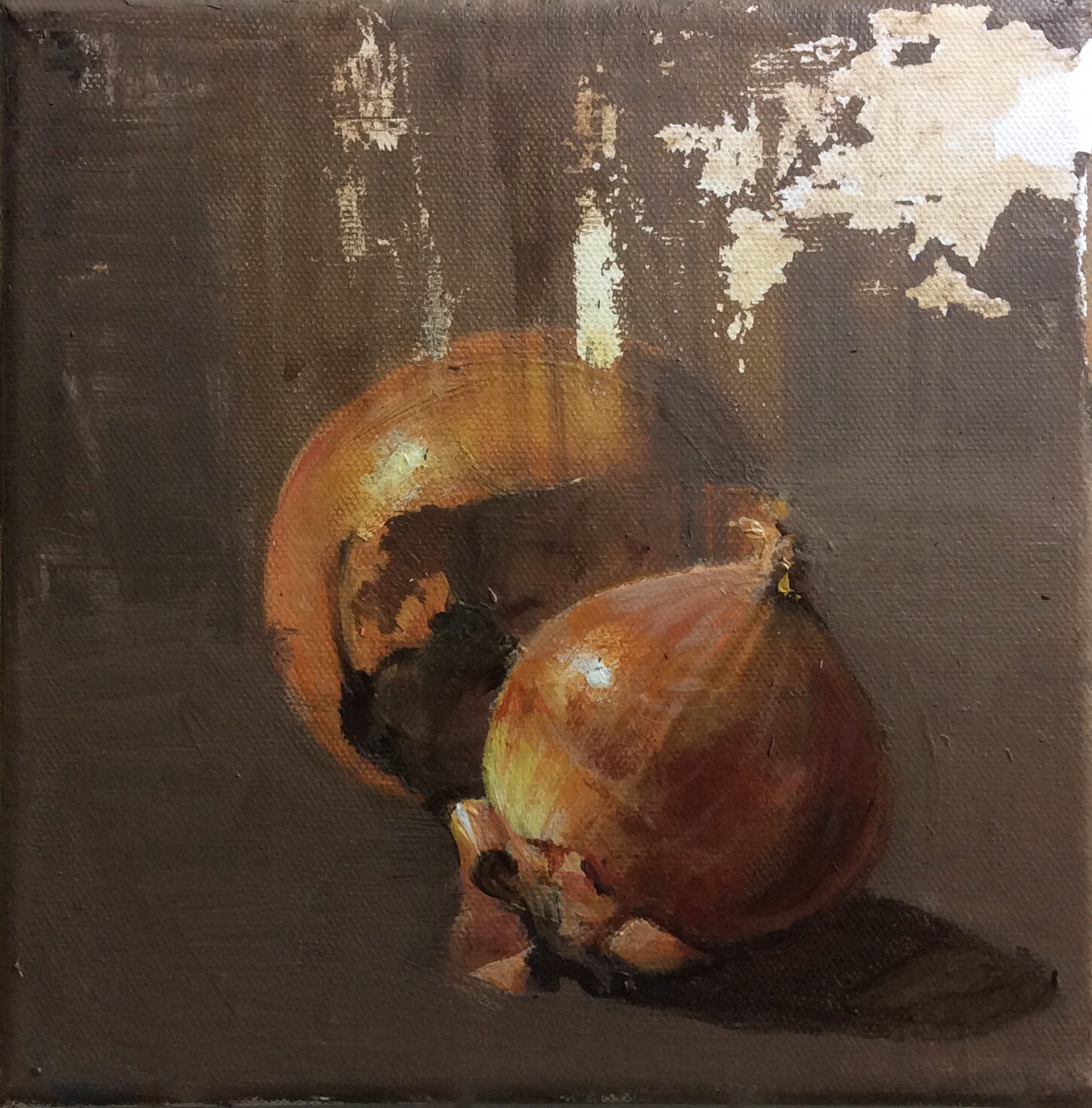
Töredék hagymával, 20x20 cm, akril, vászon, 2019

## Művészeti tagságok, kuratóriumi tevékenység és oktatás
Kovács Lehel 2000 óta tagja a Magyar Alkotóművészek Országos Egyesületének (MAOE). 2003-ban alapító tagja az Élesdi Művésztelep Egyesületnek és a Sensaria Képzőművészeti Egyesületnek. Ebben az évben tagja lesz a MAMÜ Kulturális Egyesületnek. 2009 és 2016 között a Magyar Festészet Napja Alapítvány egyik kurátora. 2000 és 2017 között az ELTE Trefort Ágoston Gyakorlógimnázium rajztanára.  

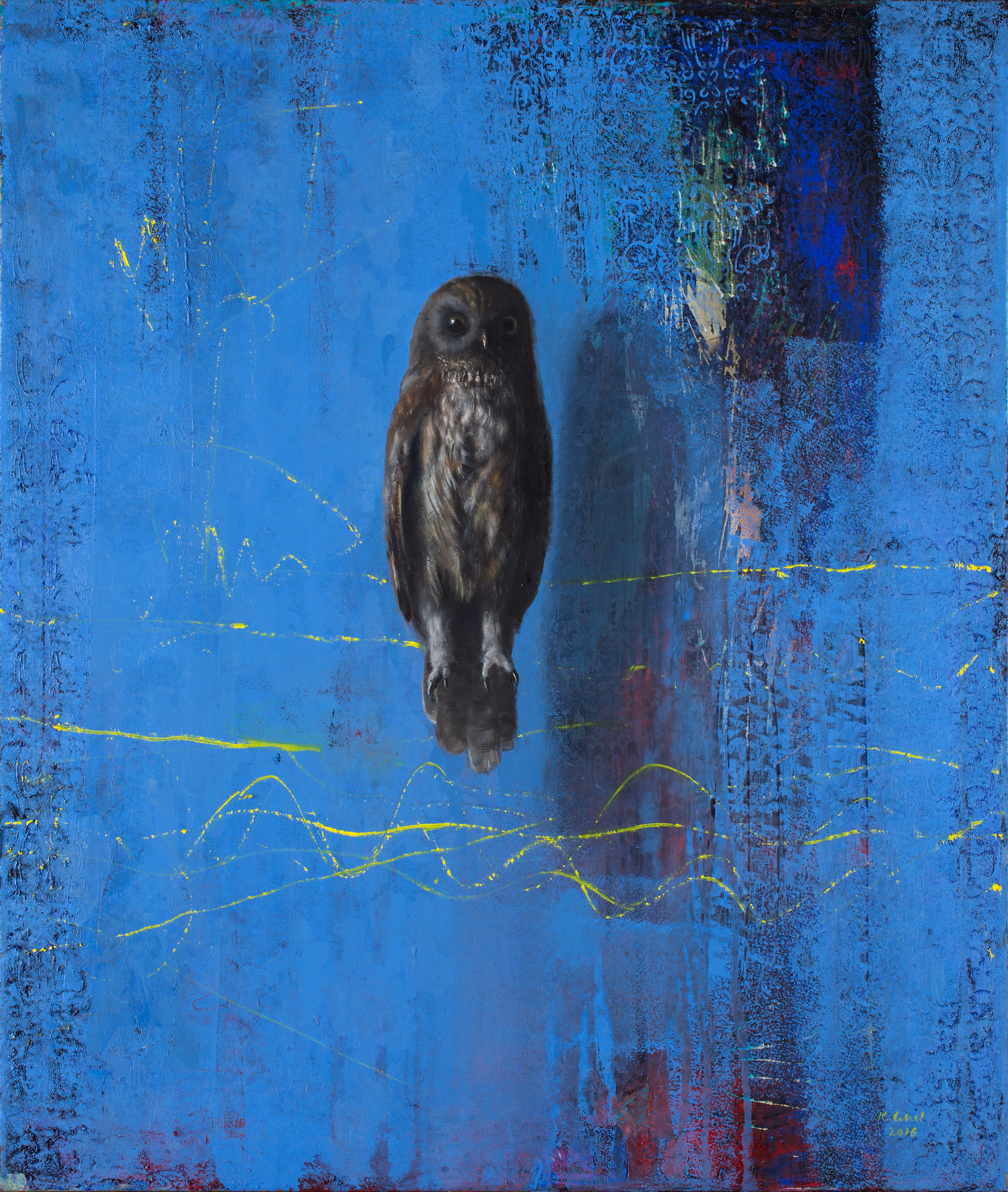
Tegnap reggel, 100x85 cm, akril, olaj, vászon, 2017

## Kiállításai
Művei többek között Berlinben, Bécsben, Salzburgban, Új-Delhiben, Rómában, Milánóban, Strasbourgban, Katwijkben, Kolozsváron, Budapesten, Hódmezővásárhelyen, Pécsett, Szegeden és Nagybányán kerültek kiállításra. Alkotásai megtalálhatók magyarországi és szlovákiai közgyűjteményekben, valamint számos magángyűjteményben Németországban, Ausztriában, Svájcban, Olaszországban, Lengyelországban, Magyarországon, Romániában és Szlovákiában.
Munkáit nem csupán egyéni és csoportos kiállításokon szerepeltek, hanem nemzetközi vásárokon is, többek között Bolognában, Párizsban és Budapesten.

Eddigi munkásságát a szakma nyolc alkalommal díjazta. A sajtóban számos cikk foglalkozik művészetével.

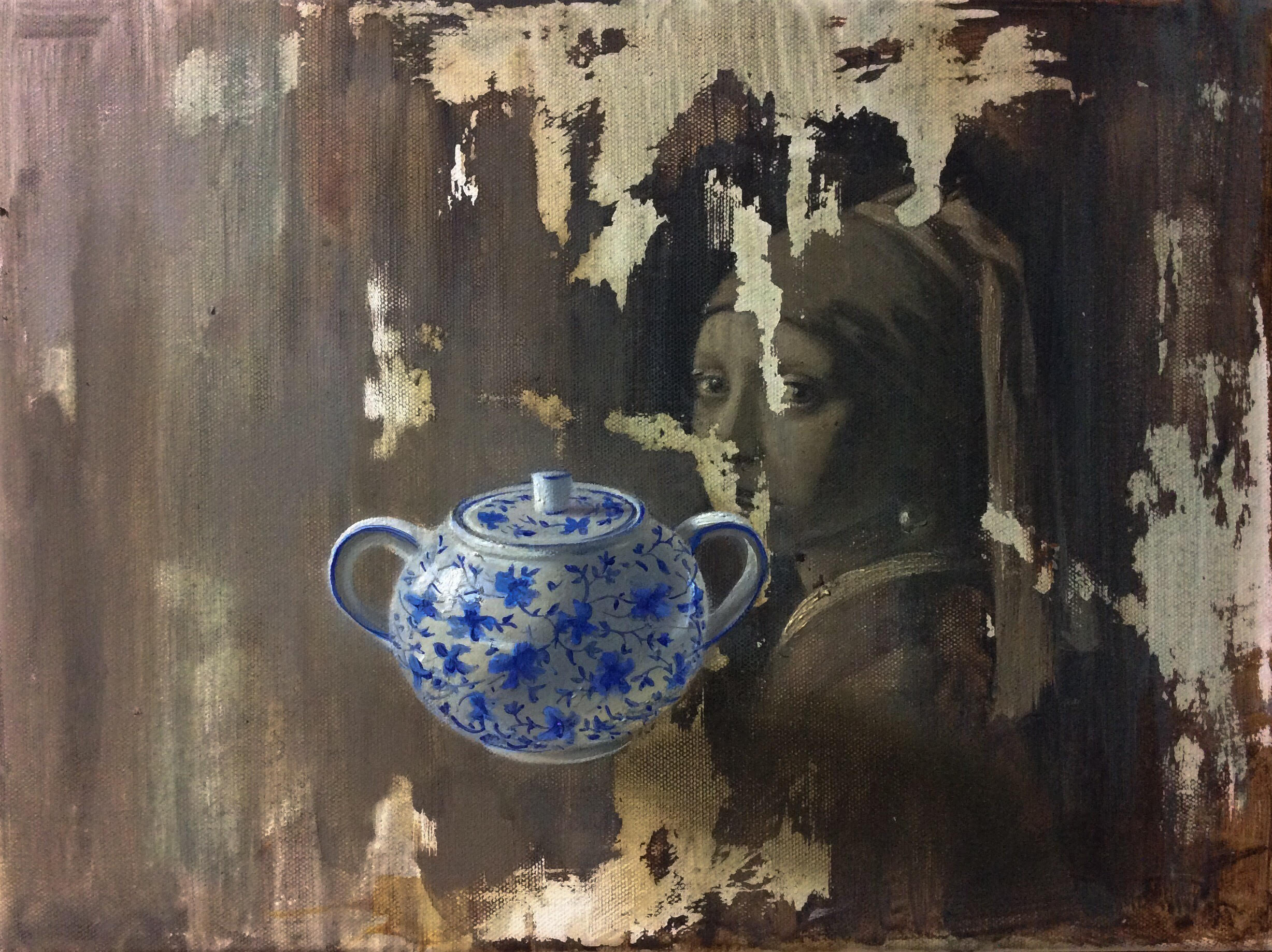
Töredék cukortartóval, 30x40 cm, akril, olaj, vászon, 2019

### Egyéni kiállításai
- 1994 Kisfaludy Sándor Gimnázium, Sümeg
- 2001 Petőfi Sándor Művelődési Ház, Győr
- 2001 Művelődési Ház, Szabadszállás
- 2002 Fióka Art Galéria, Budapest, László Dániellel
- 2003 Multicont Galéria, Budapest
- 2003 Meander Galéria, Budapest
- 2005 Ráday Galéria, Budapest, Ferenczy Zsolttal
- 2005 Szinyei Szalon, Budapest
- 2005 Szentendrei Képtár, Szentendre, Bács Emesével és Szász Sándorral
- 2007 Ráday Galéria, Budapest
- 2008 Volksbank Zrt Újbudai Galériája
- 2008 Art Factory II, Budapest
- 2009 Galéria’ 13, Budapest
- 2009 Székely Nemzeti Múzeum – Gyárfás Jenő Képtár, Sepsiszentgyörgy
- 2009 Szentes, Városi Galéria
- 2010 Duna TV Galéria, Budapest
- 2010 Művészeti Múzeum – Bánffy-palota, Kolozsvár
- 2010 Bartók 32 Galéria, Budapest
- 2011 Görög Templom Kiállítóterem, Vác
- 2012 Edward Cutler Gallery, Milánó, Olaszország
- 2014 Kert Galéria, Szolnoki Művésztelep, Szolnok
- 2016 Resident Art Galéria, Budapest
- 2016 San Marco Galéria, Óbudai Kulturális Központ, Budapest

### Csoportos kiállításai
- 1994 Médium 3, Gyárfás Jenő Képtár, Székely Nemzeti Múzeum, Sepsiszentgyörgy, Románia
- 1998 Tavaszi tárlat, Veszprém
- 1998 Élesdi Művésztelep, Élesd, Románia
- 1999 Élesdi Művésztelep, Élesd, Románia
- 2000 Baumax-x, Baumax-x Központ, Budapest
- 2000 Baumax-x, Collegium Hungaricum, Bécs, Ausztria
- 2000 Élesdi Művésztelep, Élesd, Románia
- 2001 Élesdi Művésztelep, Élesd, Románia
- 2001 Gyermelyi Művésztelep, MAMÜ Galéria, Budapest
- 2002 Tavaszi Tárlat, Veszprém
- 2002 Élesdi Művésztelep, Tibor Ernő Galéria, Nagyvárad, Románia
- 2002 Élesdi Művésztelep, Élesd, Románia
- 2002 Élesdi Művésztelep, MAMÜ Galéria, Budapest
- 2003 Élesdi Művésztelep, Tibor Ernő Galéria, Nagyvárad, Románia
- 2003 Élesdi Művésztelep, Élesd, Románia
- 2003 Élesdi Művésztelep, MAMÜ Galéria, Budapest
- 2003 Hortus Conclusus, Görög Templom Kiállítóterem, Vác
- 2004 Sensaria, Godot Galéria, Budapest
- 2004 Élesdi Művésztelep, Tibor Ernő Galéria, Nagyvárad, Románia
- 2004 Élesdi Művésztelep, Élesd, Románia
- 2004 Valóságosabban, Sensaria, Hódmezővásárhely
- 2004 Tavaszi Tárlat, Veszprém
- 2005 Konstans, Eger
- 2005 Kertek, Veszprém
- 2005 Élesdi Művésztelep, Rakéta Bázis, Zsámbék
- 2005 Élesdi Művésztelep, Tibor Ernő Galéria, Nagyvárad, Románia
- 2005 Élesdi Művésztelep, Élesd, Románia
- 2005 Triennale Delhi, Új-Delhi, India
- 2005 Valóságos kalandok, Szinyei Szalon, Budapest
- 2005 Élesdi Művésztelep, MAMÜ Galéria, Budapest
- 2005 Kogart Szalon, Kogart Galéria, Budapest
- 2006 Élesdi Művésztelep, Élesd, Románia
- 2006 A festészet vállalt hagyománya 2., Tornyai János Múzeum, Hódmezővásárhely
- 2006 A festészet vállalt hagyománya 3., Pécsi Galéria, Pécs
- 2006 Hommage az '56-os magyar forradalomnak, Európa Parlament, Strasbourg, Franciaország
- 2006 53. Vásárhelyi Őszi tárlat, Hódmezővásárhely
- 2006 Aratási Riport, Oktogonart Galéria, Budapest
- 2006 Római Miniatúrák, Római Magyar Akadémia, Róma, Olaszország
- 2006 Az időn túl – A festészet vállalt hagyománya, Szombathelyi Galéria, Szombathely
- 2006 Kogart Szalon, Kogart Galéria, Budapest
- 2007 Új figurativitás, Csepel Galéria, Budapest
- 2007 Sensaria, Szolnok
- 2007 Élesdi Művésztelep, Élesd, Románia
- 2007 Nyári aratás, Start Galéria, Budapest
- 2007 Next. Start, Nextart Galéria, Budapest
- 2007 Nagybányai Művésztelep, Nagybánya, Románia
- 2007 Fény, Volksbank Zrt. Galéria, Budapest
- 2007 Élesdi Művésztelep, B55 Galéria, Budapest
- 2007 Élesdi Művésztelep, Nagy Gyula Galéria, Várpalota
- 2007 A festmény ideje – Az újraértelmezett hagyomány, Magyar Nemzeti Galéria, Budapest
- 2007 A kép közvetlensége – Az Élesdi Művésztelep 10 éve, Ernst Múzeum, Budapest
- 2008 Élesdi Művésztelep, Élesd, Románia
- 2008 Kortárs Gyűjtemény, Kogart Galéria, Budapest
- 2008 Érték, művészet, mecenatúra, Kogart Galéria, Budapest
- 2008 9. Nemzetközi Művésztelep, Kortárs Magyar Galéria, Vermesvilla, Dunaszerdahely, Szlovákia
- 2008 11-es, az Élesdi Művésztelep kiállítása, Szombathelyi Képtár, Szombathely
- 2009 Élesdi Művésztelep, Élesd, Románia
- 2009 Sensaria, Szófiai Magyar Akadémia, Szófia, Bulgária
- 2009 A festmény ideje II., REÖK Palota, Szeged
- 2009 Genius Loci, Szentendrei Régi Művésztelep és Galéria, Szentendre
- 2010 Sensaria a Kecskeméti Galériában, Bozsó Gyűjtemény, Kecskemét
- 2010 Élesdi Művésztelep, REÖK Palota, Szeged
- 2010 Élesdi Művésztelep, Bernády Villa, Marosvásárhely, Románia
- 2010 Vászon, Viltin Galéria, Budapest
- 2010 Élesdi Művésztelep, Élesd, Románia
- 2010 Pléden, az Élesdi Művésztelep kiállítása, MAMÜ Galéria, Budapest
- 2011 Élesdi Művésztelep, Élesd, Románia
- 2011 Quatricinum, Vén Emil Galéria, Atkári Magdával, Góra Orsolyával és Halmi-Horváth Istvánnal, Budapest
- 2012 Élesdi Művésztelep, Élesd, Románia
- 2012 One Year On, Edward Cutler Gallery, Milánó, Olaszország
- 2013 Élesdi Művésztelep, Élesd, Románia
- 2013 Reggeli a szabadban, Viltin Galéria, Budapest
- 2013 A zóna után, Galéria IX-XI. Budapest
- 2013 60. Vásárhelyi Őszi Tárlat, Hódmezővásárhely
- 2013 Zóna, Modem, Debrecen
- 2014 15. Táblaképfestészeti Biennálé, Szeged
- 2014 Új generáció, Galéria '13, Soroksár
- 2014 Élesdi Művésztelep, Élesd, Románia
- 2014 Élesdi Művésztelep, Moszkva Café, Nagyvárad, Románia
- 2014 61. Vásárhelyi Őszi Tárlat, Hódmezővásárhely
- 2014 Folyó, Szolnoki Galéria, Szolnok
- 2014 Élő magyar festészet, Bálna, Budapest
- 2014 Egy másik generáció, Karinthy Szalon, Budapest
- 2015 Kunstvereeniging Katwijk, DUNAatelier, Katwijk, Hollandia
- 2015 Élesdi Művésztelep, Élesd, Románia
- 2015 Sensaria, Művészetek Háza, Szekszárd
- 2015 62. Vásárhelyi Őszi Tárlat, Hódmezővásárhely
- 2015 Reflex, Szolnoki Galéria, Szolnok
- 2016 Adriatica la vila dell'arte, Galerie Antichi Formi, Macerata, Olaszország
- 2016 Nemzeti Kulturális Alap kiállítás, Várkert Bazár, Budapest
- 2016 Kertek és műhelyek – Az Élesdi Művésztelep 20. éve, Műcsarnok, Budapest
- 2016 63. Vásárhelyi Őszi Tárlat, Hódmezővásárhely
- 2017 Hommage á Ferenczy Károly, MANK Galéria, Szentendre
- 2017 Budapest trifft Salzburg, Berchtold Villa, Salzburg, Ausztria
- 2017 A festészet forradalma, Bartók 1 Galéria, Budapest
- 2017 Limes, Szolnoki Galéria, Szolnok
- 2017 A hal, Bálna, Budapest
- 2017 Miniképek, Vigadó, Budapest
- 2018 Élő magyar festészet, Kepes Intézet, Eger
- 2018 65. Vásárhelyi Őszi tárlat, Hódmezővásárhely
- 2019 Transylvania Retouched, A Matter of Landscape and Representation, Román Kulturális Intézet, Berlin, Németország
- 2019 Miniképek, Vízivárosi Galéria, Budapest
- 2019 Történet, Szolnoki Galéria, Szolnok
- 2019 Élő magyar festészet, Óbudai Múzeum, Budapest
- 2019 Violán túl, Sensaria, UP Galéria, Budapest
- 2020 Retusált Erdély, Tájképek és Képzettársítások, FKSE Stúdió Galéria, Budapest
- 2020 Szabadjáték, II. Képzőművészeti Nemzeti Szalon, Műcsarnok, Budapest

### Nemzetközi vásárok
- 2010 Art Market Budapest, Magyarország, Viltin Galéria
- 2011 The Others, Torino, Olaszország, Edward Cutler Gallery (Milánó)
- 2012 Arte Fiera Bologna, Olaszország, John Martin Gallery (London), Edward Cutler Gallery (Milánó)
- 2013 Arte Fiera Bologna, Olaszország, John Martin Gallery (London), Edward Cutler Gallery (Milánó)
- 2013 Art Paris, Franciaország, Arte Fiera Bologna, Olaszország, Edward Cutler Gallery (Milánó)

## Gyűjtemények
- Soroksári Helytörténeti Gyűjtemény, Budapest
- Kogart Kortárs Művészeti Gyűjtemény, Budapest
- Kortárs Magyar Galéria, Dunaszerdahely, Szlovákia
- Tragor Ignác Múzeum, Vác

## Díjak
- 2000 III. hely, BAUMAX-X Tehetségkutató Verseny
- 2004 Barcsay-díj
- 2006 A Magyar Alkotóművészek Országos Egyesületének díja, 53. Vásárhelyi Őszi Tárlat, Hódmezővásárhely
- 2008 A Katona Kiss Ferenc Alapítvány díja
- 2012 A Csongrád Megyei Közgyűlés különdíja, 59. Vásárhelyi Őszi Tárlat, Hódmezővásárhely
- 2013 Különdíj, 60. Vásárhelyi Őszi Tárlat, Hódmezővásárhely
- 2014 Különdíj, 15. Szegedi Táblaképfestészeti Biennálé
- 2016 Magyar Alkotóművészeti Közhasznú Nonprofit Kft-díj, 63. Őszi Tárlat, Hódmezővásárhely

## Ösztöndíjak
- 2005 Római Magyar Akadémia Ösztöndíj, Róma, Olaszország
- 2010 Budapest Galéria Ösztöndíj, Strasbourg, Franciaország